# Emir Sader

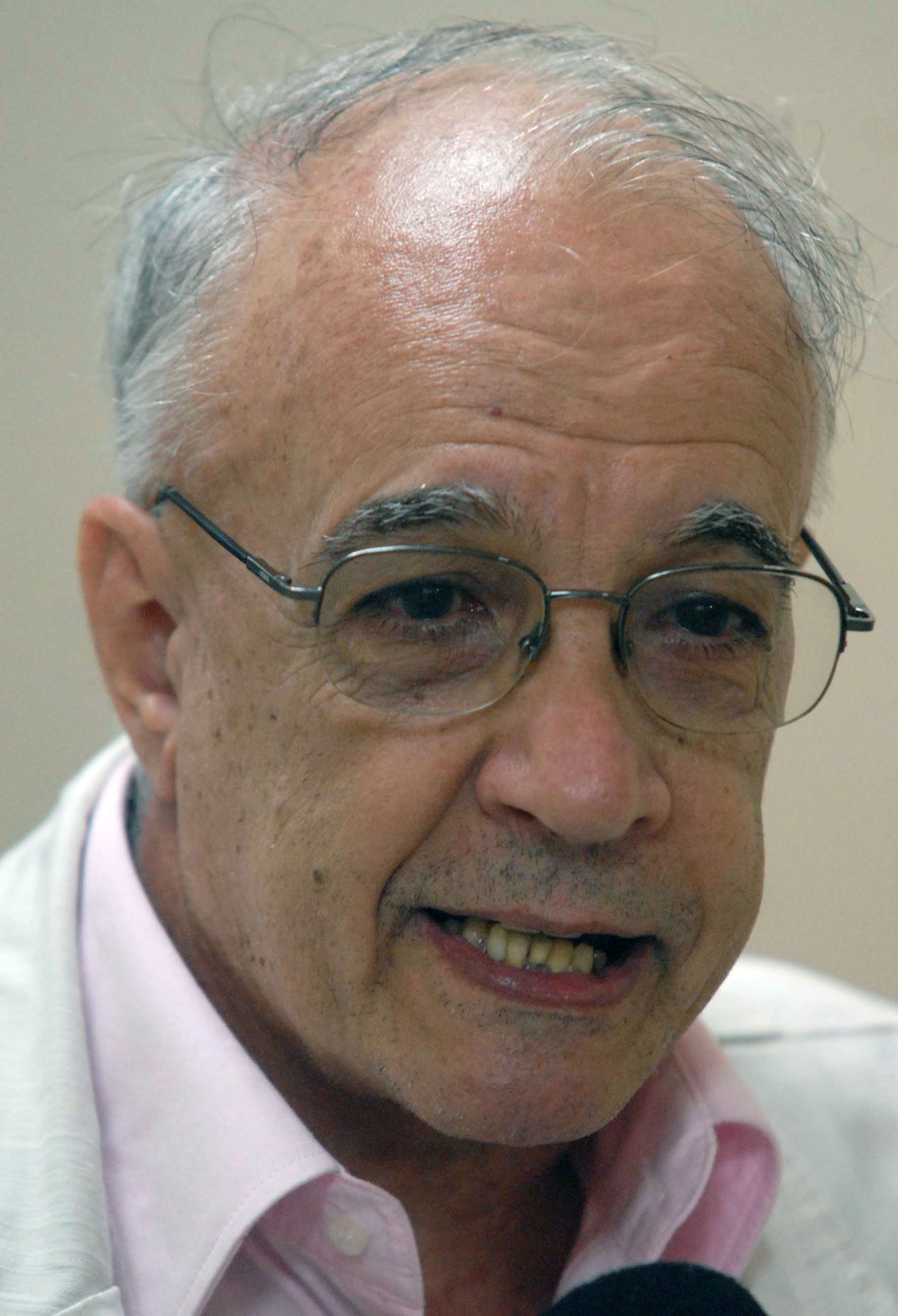
Emir Simão Sader

Emir Simão Sader (* 13. Juli 1943 in São Paulo) ist ein brasilianischer Soziologe libanesischer Herkunft. Er ist Professor für Soziologie an der Universität von São Paulo und der Universidade do Estado do Rio de Janeiro.
Von 1974 bis 1976 forschte er für die Friedrich-Ebert-Stiftung in Buenos Aires.
Von 1997 bis 1999 war er Vorsitzender der Asociación Latinoamericana de Sociología.
Seit August 2006 ist Emir Sader Exekutivsekretär des Consejo Latinoamericano de Ciencias Sociales (CLACSO).
Sader, dessen Forschungsschwerpunkt u. a. der Neoliberalismus und dessen Auswirkung auf die Gesellschaften Lateinamerikas ist, gilt als ein wichtiger Theoretiker der brasilianischen Linken und war einer der Initiatoren der Weltsozialforen in Porto Alegre. In deutscher Sprache veröffentlichte Sader mehrere Artikel u. a. in der Prokla, Das Argument, der Le Monde diplomatique und in der Jungle World, in englischer Sprache im New Left Review, in Lateinamerika schreibt er regelmäßig für Jornal do Brasil, Folha de São Paulo, Correo Braziliense, Página/12 (Argentinien) und La Jornada (Mexiko).

## Schriften (Auswahl)
- Keine Angst vor besseren Zeiten'. Lula, die PT und Brasilien. Köln 1994, ISBN 3-929008-35-1 (gemeinsam mit Ken Silverstein)
- O poder, cadê o poder? Ensaios para uma nova esquerda. São Paulo 1997, ISBN 85-85934-14-X
- Democracia sin exclusiones ni excluidos. Caracas 1998, ISBN 980-317-141-0
- A vingança da história São Paulo 2003, ISBN 85-7559-027-8
- Die hegemoniale Krise und die Krise der Linken in Lateinamerika In: Prokla – Zeitschrift für kritische Sozialwissenschaft Nr. 141 (Dezember 2005), Berlin 2005, S. 541–549 (frei zugängliche PDF).
- Brasiliens Anpassung an den Weltmarkt In: Das Argument – Zeitschrift für Philosophie und Sozialwissenschaften. Nr. 262. Berlin 2005. S. 541–549.